# Liste des députés européens du Royaume-Uni de la 9e législature

Cet article présente la liste des députés européens du Royaume-Uni élus lors des élections européennes de 2019 au Royaume-Uni.
L'ensemble des députés européens du Royaume-Uni cessent de siéger à partir du 31 janvier 2020, date à laquelle le pays quitte l'Union européenne.

## Députés européens au moment du Brexit
| Nom                      | Circonscription          | Parti | Parti                     | Groupe parlementaire européen |
| ------------------------ | ------------------------ | ----- | ------------------------- | ----------------------------- |
| Scott Ainslie            | Londres                  |       | Parti vert                | Verts/ALE                     |
| Christian Allard         | Écosse                   |       | Parti national écossais   | Verts/ALE                     |
| Martina Anderson         | Irlande du Nord          |       | Sinn Féin                 | GUE/NGL                       |
| Catherine Bearder        | Angleterre du Sud-Est    |       | Libéraux-démocrates       | RE                            |
| Phil Bennion             | West Midlands            |       | Libéraux-démocrates       | RE                            |
| Jane Brophy              | Angleterre du Nord-Ouest |       | Libéraux-démocrates       | RE                            |
| David Bull               | Angleterre du Nord-Ouest |       | Parti du Brexit           | NI                            |
| Jonathan Bullock         | East Midlands            |       | Parti du Brexit           | NI                            |
| Judith Bunting           | Angleterre du Sud-Est    |       | Libéraux-démocrates       | RE                            |
| Ellie Chowns             | West Midlands            |       | Parti vert                | Verts/ALE                     |
| Richard Corbett          | Yorkshire et Humber      |       | Parti travailliste        | S&D                           |
| Seb Dance                | Londres                  |       | Parti travailliste        | S&D                           |
| Martin Daubney           | West Midlands            |       | Parti du Brexit           | NI                            |
| Chris Davies             | Angleterre du Nord-Ouest |       | Libéraux-démocrates       | RE                            |
| Dinesh Dhamija           | Londres                  |       | Libéraux-démocrates       | RE                            |
| Diane Dodds              | Irlande du Nord          |       | Parti unioniste démocrate | NI                            |
| Gina Dowding             | Angleterre du Nord-Ouest |       | Parti vert                | Verts/ALE                     |
| Jillian Evans            | Pays de Galles           |       | Plaid Cymru               | Verts/ALE                     |
| Nigel Farage             | Angleterre du Sud-Est    |       | Parti du Brexit           | NI                            |
| Lance Forman             | Londres                  |       | Parti conservateur        | CRE                           |
| Claire Fox               | Angleterre du Nord-Ouest |       | Parti du Brexit           | NI                            |
| Barbara Gibson           | Angleterre de l'Est      |       | Libéraux-démocrates       | RE                            |
| Nathan Gill              | Pays de Galles           |       | Parti du Brexit           | NI                            |
| Neena Gill               | West Midlands            |       | Parti travailliste        | S&D                           |
| James Glancy             | Angleterre du Sud-Ouest  |       | Parti du Brexit           | NI                            |
| Theresa Griffin          | Angleterre du Nord-Ouest |       | Parti travailliste        | S&D                           |
| Benyamin Habib           | Londres                  |       | Parti du Brexit           | NI                            |
| Daniel Hannan            | Angleterre du Sud-Est    |       | Parti conservateur        | CRE                           |
| Lucy Harris              | Yorkshire et Humber      |       | Parti conservateur        | CRE                           |
| Michael Heaver           | Angleterre de l'Est      |       | Parti du Brexit           | NI                            |
| Antony Hook              | Angleterre du Sud-Est    |       | Libéraux-démocrates       | RE                            |
| Martin Horwood           | Angleterre du Sud-Ouest  |       | Libéraux-démocrates       | RE                            |
| John Howarth             | Angleterre du Sud-Est    |       | Parti travailliste        | S&D                           |
| Jackie Jones             | Pays de Galles           |       | Parti travailliste        | S&D                           |
| Christina Jordan         | Angleterre du Sud-Ouest  |       | Parti du Brexit           | NI                            |
| Andrew Kerr              | West Midlands            |       | indépendant               | NI                            |
| Judith Kirton-Darling    | Angleterre du Nord-Est   |       | Parti travailliste        | S&D                           |
| Naomi Long               | Irlande du Nord          |       | Alliance                  | RE                            |
| John Longworth           | Yorkshire et Humber      |       | Parti conservateur        | CRE                           |
| Rupert Lowe              | West Midlands            |       | Parti du Brexit           | NI                            |
| Belinda De Camborne Lucy | Angleterre du Sud-Est    |       | Parti du Brexit           | NI                            |
| Magid Magid              | Yorkshire et Humber      |       | Parti vert                | Verts/ALE                     |
| Anthea McIntyre          | West Midlands            |       | Parti conservateur        | CRE                           |
| Aileen McLeod            | Écosse                   |       | Parti national écossais   | Verts/ALE                     |
| Nosheena Mobarik         | Écosse                   |       | Parti conservateur        | CRE                           |
| Shaffaq Mohammed         | Yorkshire et Humber      |       | Libéraux-démocrates       | RE                            |
| Brian Monteith           | Angleterre du Nord-Est   |       | Parti du Brexit           | NI                            |
| Claude Moraes            | Londres                  |       | Parti travailliste        | S&D                           |
| June Mummery             | Angleterre de l'Est      |       | Parti du Brexit           | NI                            |
| Lucy Nethsingha          | Angleterre de l'Est      |       | Libéraux-démocrates       | RE                            |
| Bill Newton Dunn         | East Midlands            |       | Libéraux-démocrates       | RE                            |
| Henrik Overgaard-Nielsen | Angleterre du Nord-Ouest |       | Parti du Brexit           | NI                            |
| Rory Palmer              | East Midlands            |       | Parti travailliste        | S&D                           |
| Matthew Patten           | East Midlands            |       | Parti du Brexit           | NI                            |
| Alex Phillips            | Angleterre du Sud-Est    |       | Parti vert                | Verts/ALE                     |
| Alexandra L. Phillips    | Angleterre du Sud-Est    |       | Parti du Brexit           | NI                            |
| Luisa Porritt            | Londres                  |       | Libéraux-démocrates       | RE                            |
| Jake Pugh                | Yorkshire et Humber      |       | Parti du Brexit           | NI                            |
| Annunziata Rees-Mogg     | East Midlands            |       | Parti conservateur        | CRE                           |
| Sheila Ritchie           | Écosse                   |       | Libéraux-démocrates       | RE                            |
| Catherine Rowett         | Angleterre de l'Est      |       | Parti vert                | Verts/ALE                     |
| Robert Rowland           | Angleterre du Sud-Est    |       | Parti du Brexit           | NI                            |
| Molly Scott Cato         | Angleterre du Sud-Ouest  |       | Parti vert                | Verts/ALE                     |
| Heather Anderson         | Écosse                   |       | Parti national écossais   | Verts/ALE                     |
| Louis Stedman-Bryce      | Écosse                   |       | indépendant               | NI                            |
| John Tennant             | Angleterre du Nord-Est   |       | Parti du Brexit           | NI                            |
| Richard Tice             | Angleterre de l'Est      |       | Parti du Brexit           | NI                            |
| Geoffrey Van Orden       | Angleterre de l'Est      |       | Parti conservateur        | CRE                           |
| Caroline Voaden          | Angleterre du Sud-Ouest  |       | Libéraux-démocrates       | RE                            |
| Irina Von Wiese          | Londres                  |       | Libéraux-démocrates       | RE                            |
| Julie Ward               | Angleterre du Nord-Ouest |       | Parti travailliste        | S&D                           |
| James Wells              | Pays de Galles           |       | Parti du Brexit           | NI                            |
| Ann Widdecombe           | Angleterre du Sud-Ouest  |       | Parti du Brexit           | NI                            |

## Entrants et sortants
| Entrant          | Parti                   | Groupe    | En remplacement de | Date            | Motif                                         |
| ---------------- | ----------------------- | --------- | ------------------ | --------------- | --------------------------------------------- |
| Heather Anderson | Parti national écossais | Verts/ALE | Alyn Smith         | 27 janvier 2020 | Alyn Smith est élu à la Chambre des communes. |

## Changement d'affiliation
| Membre               | Parti           | Parti              | Groupe | Groupe  | Date              |
| Membre               | Ancien          | Nouveau            | Ancien | Nouveau | Date              |
| -------------------- | --------------- | ------------------ | ------ | ------- | ----------------- |
| Andrew Kerr          | Parti du Brexit | Indépendant        | NI     | NI      | 29 septembre 2019 |
| Louis Stedman-Bryce  | Parti du Brexit | Indépendant        | NI     | NI      | 19 novembre 2019  |
| Lance Forman         | Parti du Brexit | Parti conservateur | NI     | CRE     | janvier 2020      |
| Lucy Harris          | Parti du Brexit | Parti conservateur | NI     | CRE     | janvier 2020      |
| John Longworth       | Parti du Brexit | Parti conservateur | NI     | CRE     | janvier 2020      |
| Annunziata Rees-Mogg | Parti du Brexit | Parti conservateur | NI     | CRE     | janvier 2020      |